# Tricholoma
El género Tricholoma contiene un gran número de setas del orden Agaricales. Sus cuerpos fructíferos suelen ser carnosos y de esporada blanca, y su distribución mundial, creciendo generalmente en áreas boscosas. Son hongos ectomicorrizas, desarrollándose en simbiosis con varias especies de coníferas y otros árboles. El nombre genérico deriva del griego τριχος "pelo" y λομα "flecos", aunque solo unas pocas especies (como T. vaccinum) tienen sombrerillos pilosos que se ajusten a esa descripción. 
Algunas especies bien conocidas son del este de Asia (Tricholoma matsutake, o songi), y de Norteamérica (Tricholoma magnivelare, "matsutake americano"). Algunas son buenos comestibles, y pero otras son venenosas (T. pardinum, T. tigrinum, T. equestre).
Muchas especies originalmente descriptas dentro de Tricholoma han sido trasladadas a otros géneros. Esto incluye a Collybia nuda (antes Tricholoma nudum), Collybia personata (antes Tricholoma personatum) o Calocybe gambosa (antes Tricholoma gambosum).

## Lista de especies

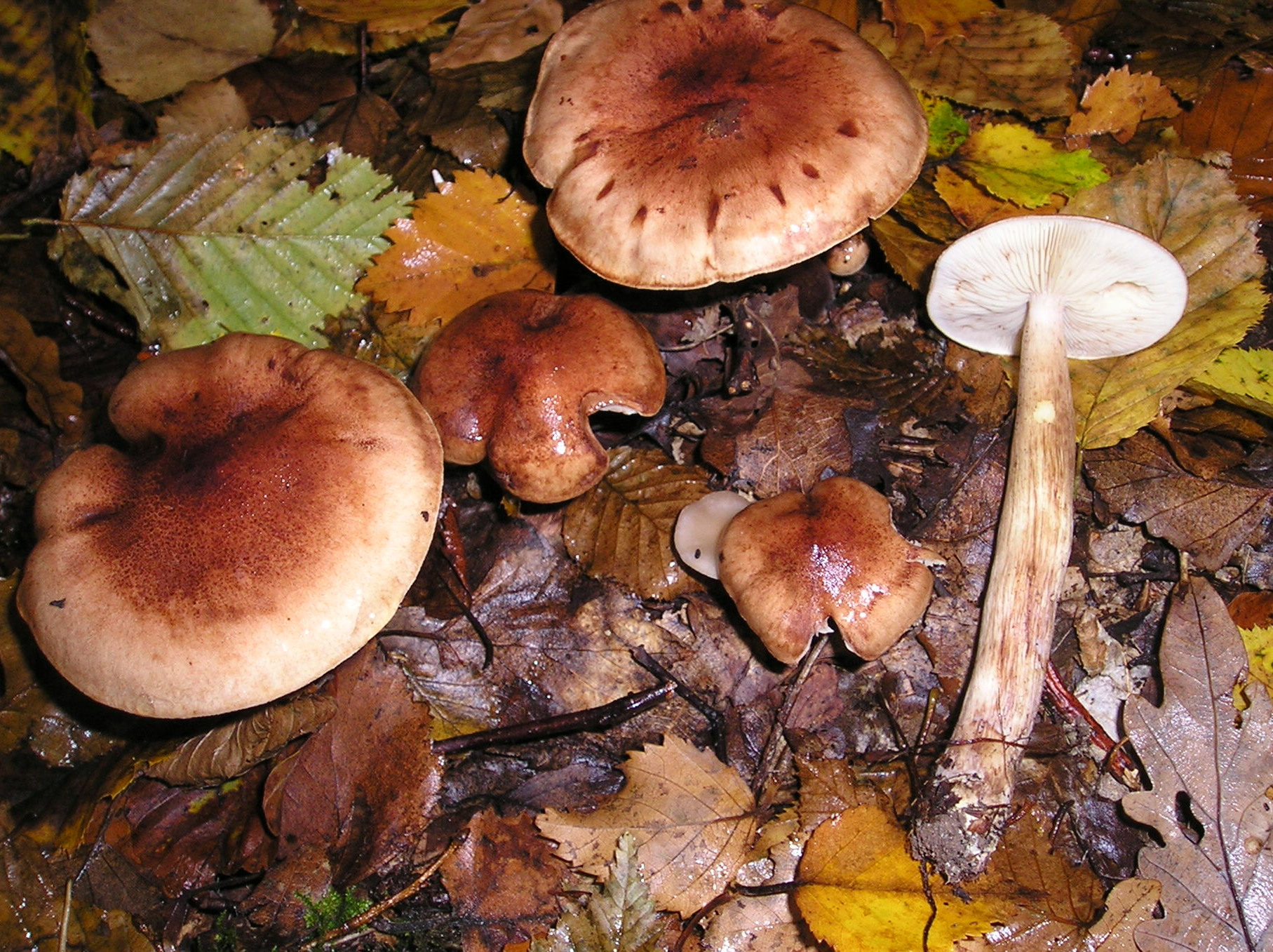
T. fulvum

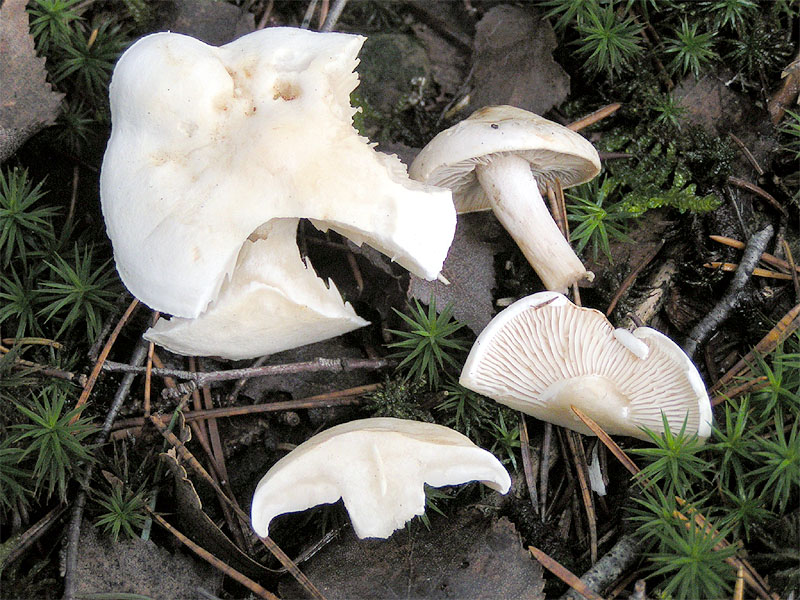
T. lascivum

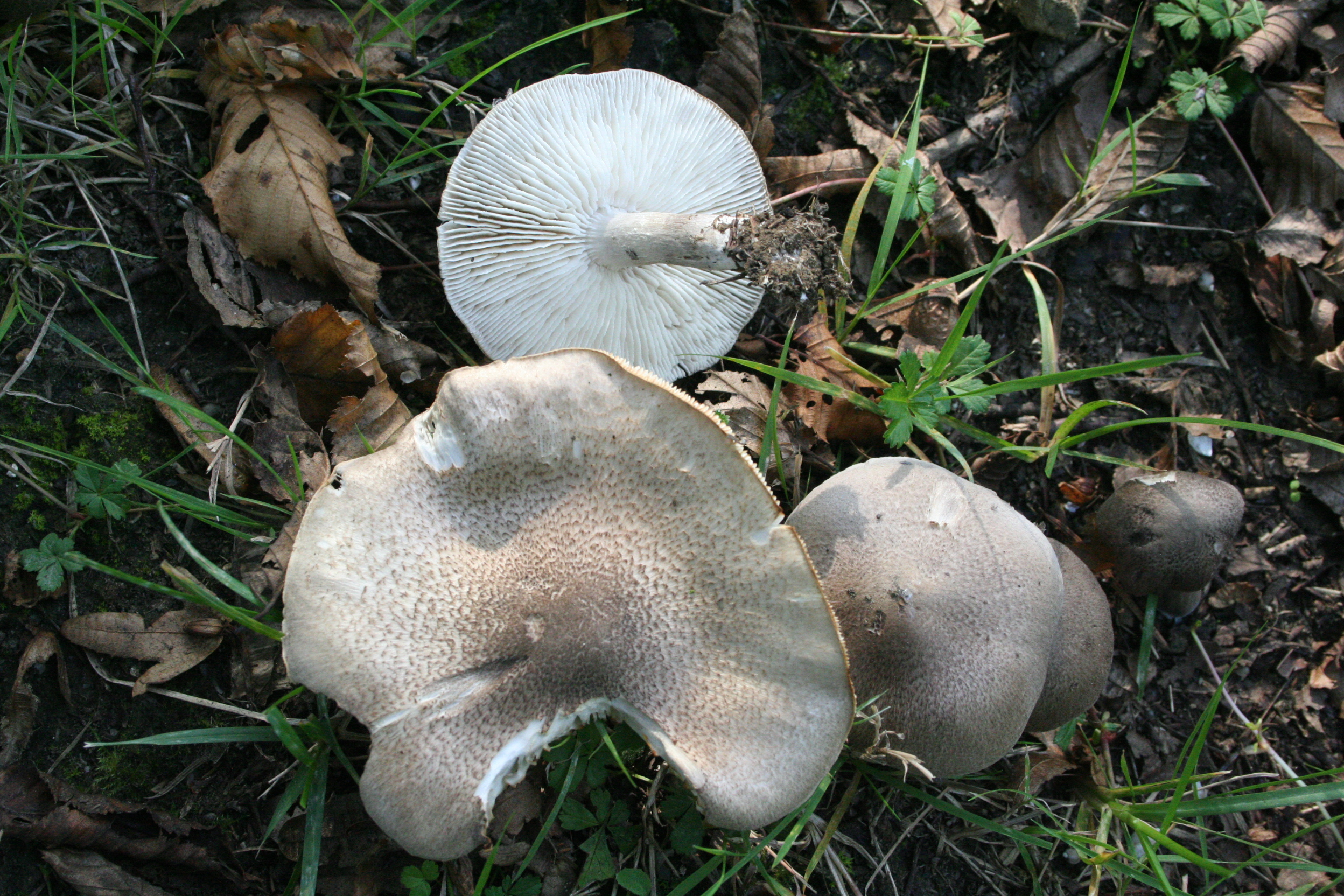
T. scalpuratum

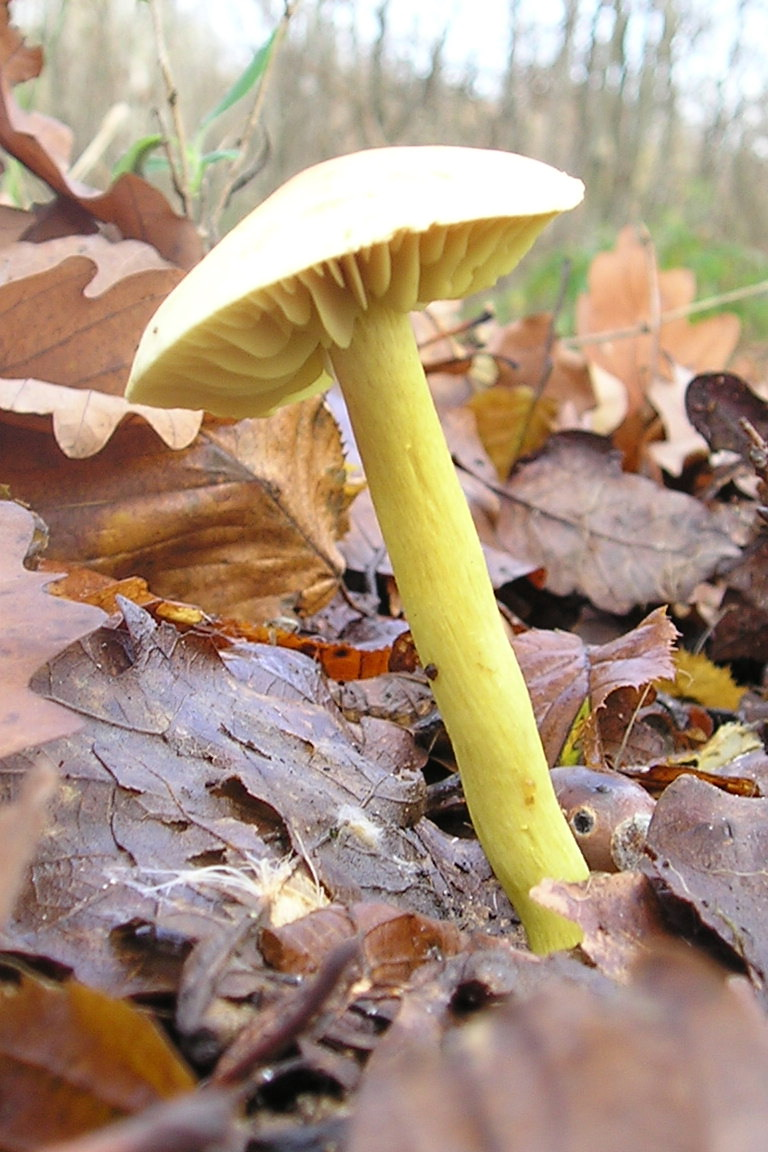
T. sulphureum

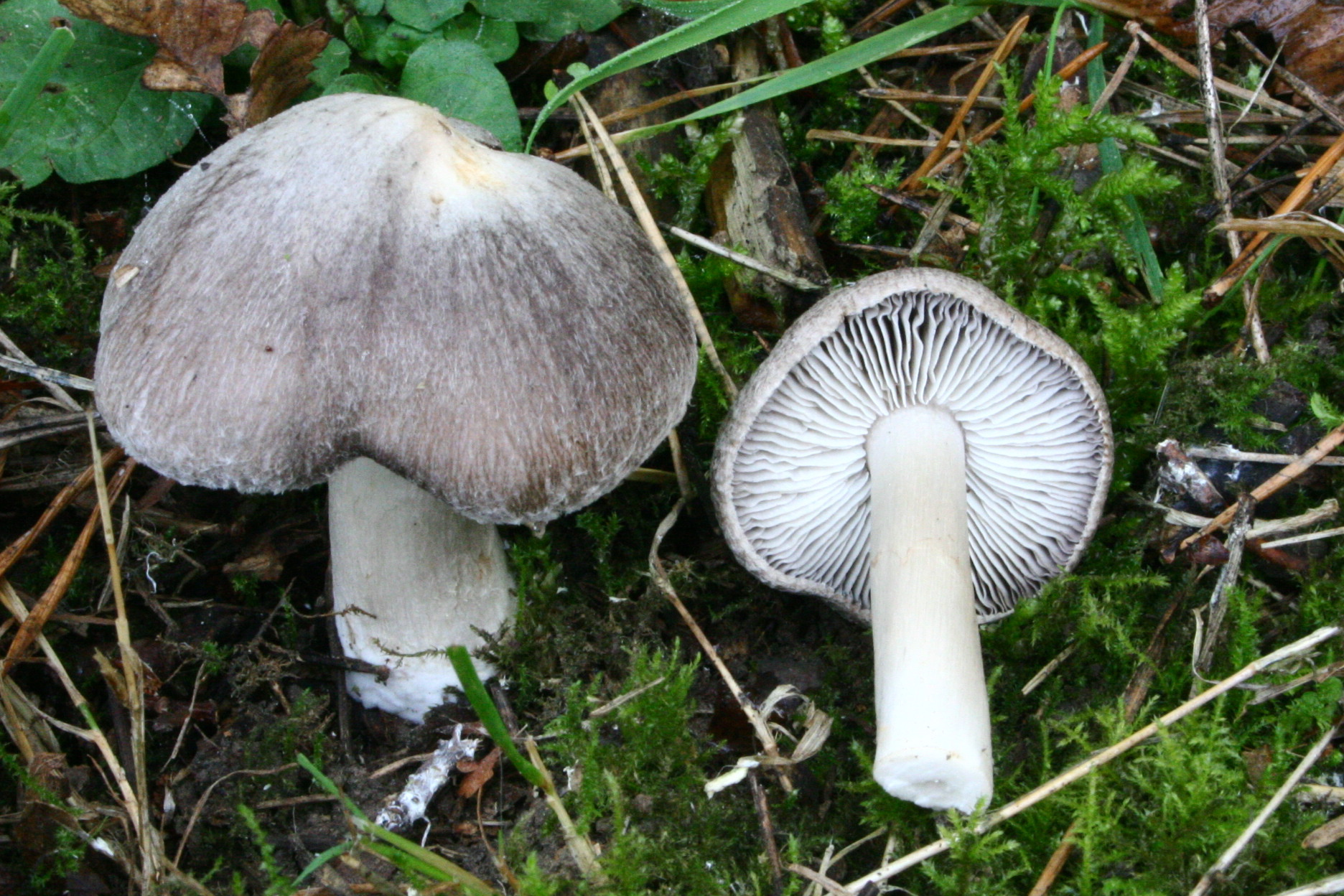
T. terreum (or T. myomyces)

Hasta agosto de 2024, Catalogue of Life lista 408 especies en el género.
- Tricholoma albobrunneum
- Tricholoma argyraceum
- Tricholoma auratum - Tricholoma dorado.
- Tricholoma colossus
- Tricholoma columbetta - Tricholoma  paloma.
- Tricholoma equestre (antes T. flavovirens)
- Tricholoma eucalypticum
- Tricholoma fulvum
- Tricholoma imbricatum
- Tricholoma magnivelare - hongo de pinos, matsutake americano.
- Tricholoma matsutake - matsutake.
- Tricholoma orirubens
- Tricholoma pardinum
- Tricholoma pessundatum
- Tricholoma populinum
- Tricholoma portentosum
- Tricholoma saponaceum
- Tricholoma scalpturatum
- Tricholoma sejunctum
- Tricholoma squarrulosum
- Tricholoma sulphureum - Tricholoma azufre.
- Tricholoma terreum (= T. myomyces) - copa gris.
- Tricholoma tigrinum
- Tricholoma ustale
- Tricholoma vaccinum - Tricholoma escamoso.
- Tricholoma virgatum